# Odynerus erythrogaster
Odynerus erythrogaster är en stekelart som beskrevs av Richard Mitchell Bohart 1939. Odynerus erythrogaster ingår i släktet lergetingar, och familjen Eumenidae. Inga underarter finns listade i Catalogue of Life.